# Верхний Буздяк
Ве́рхний Буздя́к (баш. Үрге Бүздәк) — упразднённая деревня в Буздякском районе Башкирской АССР РСФСР СССР. Входила на момент упразднения в состав Буздякского сельсовета. Топоним сохранился в названии улицы Верхний Буздяк села Буздяк.

## География
Располагалась у речки Табанлыкуль, в 2 км к северу от райцентра и железнодорожной станции Буздяк.

## История
Основана в 1925 в связи с созданием товарищества по совместной обработке земли.
К середине 1970-х гг. присоединена к посёлку Буздяк (ныне с. Буздяк).

## Население
В 1939 году насчитывалось 345 человек, в 1959 году — 173 человека, в 1969 году — 174 человека.